# Dragon Jaunde
Dragon Club de Yaoundé w skrócie Dragon Jaunde – kameruński klub piłkarski grający w kameruńskiej pierwszej lidze, mający siedzibę w mieście Jaunde.

## Sukcesy
- Deuxième Division[1]:
  - mistrzostwo (1): 2014

- Puchar Kamerunu[2]:
  - zwycięstwo (1): 1982

## Występy w afrykańskich pucharach
| Sezon | Rozgrywki                 | Runda | Kraj | Klub     | Dom | Wyjazd | Dwumecz |
| ----- | ------------------------- | ----- | ---- | -------- | --- | ------ | ------- |
| 1983  | Puchar Zdobywców Pucharów | 1     | Togo | OC Agaza | 1–4 | 0–3    | 1–7     |

## Stadion
Domowe mecze klub rozgrywa na stadionie o nazwie Stade Ahmadou Ahidjo w Jaunde. Stadion może pomieścić 38509 widzów.

## Reprezentanci kraju grający w klubie
Stan na styczeń 2023.
| - Eric Alima Atangana - Hervé Elame - Edmond Enoka - Franck Etoundi - Emmanuel Mbongo Ewangue - Roche Foning | - Ephrem M’Bom - Anthony Mfédé - Jean Moutassie - André Ndamé - Jules Onana - Ibrahim Walidjo |